# 二硝托胺
二硝托胺（商品名：Coccidine A、Coccidot、Zoamix等）是一种含氮有机化合物，结构简式C6H2CH3C=ONH2(NO2)2，常作为家禽饲料的添加剂用以防治球虫病。